# Montréal (ostrov)
Montréal (francouzsky Île de Montréal) je ostrov v jihozápadní části kanadské provincie Québec. Nachází se na soutoku řeky svatého Vavřince a Ottawy. Podle sčítání obyvatel v roce 2011 zde žilo 1 886 481 lidí. Největším městem ostrova je Montréal, dále se zde nachází několik dalších měst a montréalských předměstí, jako například Dorval, Beaconsfield a Baie-D'Urfé.